# One Way Trigger (canción de The Strokes)
«One Way Trigger» es una canción de la banda de rock estadounidense The Strokes. Fue el sencillo promocional del quinto álbum de estudio del grupo, Comedown Machine, y fue publicado como descarga gratuita en su sitio web, el 25 de enero de 2013.
"One Way Trigger" fue utilizado en la promo del programa de La Red Así somos.

## Crítica
Según la revista NME: “Bueno, es cierto, es... diferente. En vista de la respuesta negativa que ha tenido, vamos a asumir que será un alivio escuchar que “One Way Trigger" no es ningún tipo de prueba de fuego para “Comedown Machine". Si somos honestos, sin embargo, no nos acaba de disgustar: Por supuesto, no es Strokes vintage y el gancho de teclado A-ha es un poco extraño, pero con el tiempo llegas a apreciarla. Dicho esto, oír al hombre que escribió "Barely Legal" cantar acerca de lo difícil que es encontrar el perro adecuado para su enclave suburbano acogedor, solo sirve para recordar que el tiempo se burla de todos nosotros".